# Nina Åström
Pour les articles homonymes, voir Åström.
Nina Åström, née en 1962 en Finlande, est une chanteuse gospel et parolière finlandaise. Elle a représenté la Finlande lors du Concours Eurovision de la chanson 2000, où elle se classa 18e sur 24 participants.
Elle avait entamé sa carrière dans les années 1980, et sortit son premier album début 1991. Elle vit à Kokkola.

## Discographie
- 1991 : Person 2 Person
- 1994 : A Matter of Time
- 1995 : Moods
- 1999 : A Friend
- 2000 : A Little Bit of Love
- 2000 : Vierelle jäät
- 2001 : Merry Christmas Jesus
- 2003 : Real Life
- 2007 : Landscape of my Soul
- 2010 : The Way We Are
- 2012 : Avoin taivas
- 2014 : Minun aarteeni
- 2014 : Joulun Kuningas
- 2016 : Takaisin kotiin
- 2018 : Rauhaa ja rohkeutta